# UFC Fight Night: Shields vs. Ellenberger
UFC Fight Night: Shields vs. Ellenberger (también conocido como UFC Fight Night 25) fue un evento de artes marciales mixtas celebrado por Ultimate Fighting Championship el 17 de septiembre de 2011 en el Ernest N. Morial Convention Center, en Nueva Orleans, Luisiana.

## Historia
El evento fue la séptima vez que la organización celebró un evento en Louisiana y el primero desde UFC 37 en 2002.
El evento fue el último UFC "Fight Night" emitido en Spike TV. En 2013, los eventos "Fight Night" volvieron a emitirse en el nuevo canal de Fox Sports 1.
Mackens Semerzier se espera hacer frente a Mike Lullo en el evento, pero se retiró del evento el 31 de agosto y fue sustituido por Robbie Peralta.
DaMarques Johnson se espera hacer frente a Clay Harvison en el evento, pero se retiró de la pelea debido a una lesión el 31 de agosto y fue reemplazado por Seth Baczynski.
Daniel Roberts estaba previsto inicialmente para hacer frente a TJ Waldburger, pero se retiró debido a una lesión y fue reemplazado por Mike Stumpf.
La cartelera preliminar fue transmitida en Facebook.

## Premios extra
Cada peleador recibió un bono de $55,000.
- Pelea de la Noche: Matthew Riddle vs. Lance Benoist
- KO de la Noche: Jake Ellenberger
- Sumisión de la Noche: TJ Waldburger